# Tyne and Wear
Tyne and Wear [ˈtaɪn ən ˈwɪə] ist eines der sechs Metropolitan Counties und liegt im Nordosten Englands an den Mündungen der Flüsse Tyne und Wear. Es besteht aus den Metropolitan Boroughs South Tyneside, North Tyneside, Newcastle upon Tyne, Gateshead und Sunderland. Tyne and Wear wurde 1974 aus Teilen der angrenzenden Grafschaften County Durham und Northumberland gebildet.
1986 wurde der Grafschaftsrat abgeschafft und seine Befugnisse wurden auf die zur Grafschaft gehörigen Metropolitan Boroughs übertragen. Tyne and Wear besteht aber als zeremonielle Grafschaft weiter. Einige Aufgaben der öffentlichen Daseinsvorsorge nehmen die Distrikte in gemeinsamer Verantwortung wahr wie beispielsweise den öffentlichen Personennahverkehr, Feuerwehr und Kultureinrichtungen. Die Aufgaben der Polizei werden von der Northumbria Police wahrgenommen, die auch für Northumberland zuständig ist.
Die Grafschaft überschreitet den Fluss Tyne, der die traditionelle Grenze zwischen Northumberland und County Durham bildete. Newcastle upon Tyne und North Tyneside liegen nördlich des Flusses, Gateshead, Sunderland und South Tyneside südlich davon.

## Metropolitan Boroughs und Orte
- Gateshead
  - Blaydon, Gateshead, Rowlands Gill, Ryton, Whickham
- Newcastle
  - Benwell, Byker, Dudley, Gosforth, Newcastle upon Tyne, Throckley, Walker
- North Tyneside
  - Backworth, Cullercoats, Dinnington, Earsdon, Kenton, Killingworth, Longbenton, Monkseaton, North Shields, Shiremoor, Tynemouth, Wallsend, Whitley Bay
- South Tyneside
  - Boldon, Cleadon, Hebburn, Jarrow, Marsden, South Shields, Whitburn, Whitburn Colliery
- Sunderland
  - Castletown, Hetton-le-Hole, Houghton-le-Spring, Ryhope, Sunderland, Washington

## Sehenswürdigkeiten
- Angel of the North
- Baltic Centre for Contemporary Art, Gateshead
- Cathedral Church of St. Nicholas
- Cleadon Windmill
- Collingwood Monument
- Discovery Museum
- Ever Tower
- Gateshead Millennium Bridge
- Gibside
- Grainger Market
- Great North Museum: Hancock
- Grey’s Monument
- Hadrianswall
- High Level Bridge
- Jesmond Dene, Park in Newcastle upon Tyne
- Kastell Arbeia (römische Festung und Museum, South Shields)
- Laing Art Gallery
- Marsden Rock (Vogelreservat)
- National Glass Centre
- Newcastle Castle
- Newcastle City Hall
- Segedunum (römische Festung und Museum, Wallsend)
- Souter Lighthouse
- St. James’ Park
- St. Mary’s Cathedral
- St. Mary’s Island (Vogelreservat)
- Stadium of Light
- Sunderland Museum
- The Sage
- Tyne
- Tyne Bridge
- Tynemouth Castle
- Victoria Viaduct
- Washington Old Hall
- Whitburn Windmill